# ویلهلم استفنسن
ویلهلم استفنسن (نروژی: Wilhelm Steffensen; ۱۵ اوت ۱۸۸۹ – ۲۶ ژوئیهٔ ۱۹۵۴) ژیمناست هنری اهل نروژ بود.